# E-Prix di Monaco 2019
L'E-Prix di Monaco 2019 è stata la nona gara del Campionato di Formula E 2018-2019 tenutasi nel circuito di Monte Carlo tra il 10 e l'11 maggio 2019. La gara è stata vinta da Jean-Éric Vergne, il primo pilota a vincere due volte nella stagione 2018-2019, partito dalla pole position grazie alla penalizzazione di Oliver Rowland. Al secondo e terzo posto si sono classificati respettivamente Oliver Rowland e Felipe Massa.
Dopo la gara, António Félix da Costa è stato squalificato per aver utilizzato troppa potenza negli ultimi due giri; Daniel Abt ha ricevuto una drive through per aver causato l'abbandono di Oliver Turvey. Robin Frijns dovrà scontare una penalità di 5 posizioni in griglia dell'E-Prix di Berlino a seguito dell'incidente con Alexander Sims.

## Risultati

### Qualifiche
| Pos. | N. | Pilota                 | Squadra                   | Qualifica | Gap    | SuperPole | Gap    | Griglia |
| ---- | -- | ---------------------- | ------------------------- | --------- | ------ | --------- | ------ | ------- |
| 1    | 22 | Oliver Rowland         | Nissan e.Dams             | 50.161    | +0.113 | 50.021    | –      | 3       |
| 2    | 25 | Jean-Éric Vergne       | DS Techeetah              | 50.048    | –      | 50.042    | +0.021 | 1       |
| 3    | 20 | Mitch Evans            | Panasonic Jaguar Racing   | 50.247    | +0.199 | 50.112    | +0.091 | 12      |
| 4    | 94 | Pascal Wehrlein        | Mahindra Racing           | 50.058    | +0.010 | 50.128    | +0.107 | 2       |
| 5    | 19 | Felipe Massa           | Venturi Grand Prix        | 50.090    | +0.042 | 50.218    | +0.197 | 4       |
| 6    | 23 | Sébastien Buemi        | Nissan e.Dams             | 50.140    | +0.092 | 50.234    | +0.213 | 5       |
| 7    | 27 | Alexander Sims         | BMW i Andretti Motorsport | 50.351    | +0.303 |           |        | 6       |
| 8    | 3  | Alex Lynn              | Panasonic Jaguar Racing   | 50.370    | +0.322 | 7         |        |         |
| 9    | 28 | António Félix da Costa | BMW i Andretti Motorsport | 50.375    | +0.327 | 8         |        |         |
| 10   | 7  | José María López       | Geox Dragon Racing        | 50.432    | +0.384 | 9         |        |         |
| 11   | 4  | Stoffel Vandoorne      | HWA Racelab               | 50.451    | +0.403 | 10        |        |         |
| 12   | 4  | Robin Frijns           | Envision Virgin Racing    | 50.498    | +0.450 | 11        |        |         |
| 13   | 11 | Lucas Di Grassi        | Audi Sport ABT Schaeffler | 50.502    | +0.454 | 13        |        |         |
| 14   | 6  | Maximilian Günther     | Geox Dragon Racing        | 50.514    | +0.466 | 22        |        |         |
| 15   | 2  | Sam Bird               | Envision Virgin Racing    | 50.526    | +0.478 | 14        |        |         |
| 16   | 16 | Oliver Turvey          | NIO Formula E Team        | 50.578    | +0.530 | 15        |        |         |
| 17   | 64 | Jérôme d'Ambrosio      | Mahindra Racing           | 50.601    | +0.553 | 19        |        |         |
| 18   | 66 | Daniel Abt             | Audi Sport ABT Schaeffler | 50.602    | +0.554 | 16        |        |         |
| 19   | 48 | Edoardo Mortara        | Venturi Grand Prix        | 50.618    | +0.570 | 21        |        |         |
| 20   | 17 | Gary Paffett           | HWA Racelab               | 50.664    | +0.616 | 17        |        |         |
| 21   | 8  | Tom Dillmann           | NIO Formula E Team        | 50.811    | +0.763 | 18        |        |         |
| 22   | 36 | André Lotterer         | DS Techeetah              | 51.018    | +0.970 | 20        |        |         |

### Gara
| Pos.   | N. | Pilota                 | Squadra                   | Giri | Tempo/Ritiro | Griglia | Punti |
| ------ | -- | ---------------------- | ------------------------- | ---- | ------------ | ------- | ----- |
| 1      | 25 | Jean-Éric Vergne       | DS Techeetah              | 51   | 46:05.547    | 1       | 25    |
| 2      | 22 | Oliver Rowland         | Nissan e.Dams             | 51   | +0.201       | 3       | 21    |
| 3      | 19 | Felipe Massa           | Venturi Grand Prix        | 51   | +1.261       | 4       | 15    |
| 4      | 94 | Pascal Wehrlein        | Mahindra Racing           | 51   | +1.439       | 2       | 13    |
| 5      | 23 | Sébastien Buemi        | Nissan e.Dams             | 51   | +6.215       | 5       | 10    |
| 6      | 20 | Mitch Evans            | Panasonic Jaguar Racing   | 51   | +16.213      | 12      | 8     |
| 7      | 36 | André Lotterer         | DS Techeetah              | 51   | +16.848      | 20      | 6     |
| 8      | 3  | Alex Lynn              | Panasonic Jaguar Racing   | 51   | +18.112      | 7       | 4     |
| 9      | 5  | Stoffel Vandoorne      | HWA Racelab               | 51   | +18.551      | 10      | 2     |
| 10     | 7  | José María López       | Geox Dragon Racing        | 51   | +18.860      | 9       | 1     |
| 11     | 64 | Jérôme d'Ambrosio      | Mahindra Racing           | 51   | +21.488      | 19      |       |
| 12     | 17 | Gary Paffett           | HWA Racelab               | 51   | +21.853      | 17      |       |
| 13     | 27 | Alexander Sims         | BMW i Andretti Motorsport | 51   | +26.934      | 6       |       |
| 14     | 8  | Tom Dillmann           | NIO Formula E Team        | 51   | +31.861      | 18      |       |
| 15     | 66 | Daniel Abt             | Audi Sport ABT Schaeffler | 51   | +49.400      | 16      |       |
| 16     | 2  | Sam Bird               | Envision Virgin Racing    | 50   | Incidente    | 14      |       |
| 17     | 4  | Robin Frijns           | Envision Virgin Racing    | 46   | Incidente    | 11      |       |
| Rit    | 16 | Oliver Turvey          | NIO Formula E Team        | 32   | Incidente    | 15      |       |
| Rit    | 11 | Lucas Di Grassi        | Audi Sport ABT Schaeffler | 31   | Incidente    | 13      |       |
| Rit    | 48 | Edoardo Mortara        | Venturi Grand Prix        | 29   | Incidente    | 21      |       |
| Rit    | 6  | Maximilian Günther     | Geox Dragon Racing        | 29   | Incidente    | 22      |       |
| SQ     | 28 | António Félix da Costa | BMW i Andretti Motorsport | 51   | Squalificato | 8       |       |
| Fonte: |    |                        |                           |      |              |         |       |

## Classifiche
Classifica Piloti
| +/– | Pos | Pilota                 | Punti    |
| --- | --- | ---------------------- | -------- |
| 5   | 1   | Jean-Éric Vergne       | 87       |
|     | 2   | André Lotterer         | 86 (-1)  |
| 3   | 3   | Robin Frijns           | 81 (-6)  |
| 1   | 4   | António Félix da Costa | 70 (-17) |
| 1   | 5   | Lucas Di Grassi        | 70 (-17) |

Classifica Squadre
| +/– | Pos | Squadra                   | Punti     |
| --- | --- | ------------------------- | --------- |
|     | 1   | DS Techeetah              | 173       |
|     | 2   | Envision Virgin Racing    | 135 (-38) |
|     | 3   | Audi Sport ABT Schaeffler | 129 (-44) |
|     | 4   | Mahindra Racing           | 116 (-57) |
| 1   | 5   | Nissan e.dams             | 99 (-74)  |

- Note: vengono indicate solo le prime cinque posizioni delle classifiche.

## Altre gare
- E-Prix di Monaco 2017
- E-Prix di Parigi 2019
- E-Prix di Berlino 2019